# Résolution 853 du Conseil de sécurité des Nations unies
Membres permanents
- Chine
- États-Unis
- France
- Royaume-Uni
- Russie

Membres non permanents
- Brésil
- Cap-Vert
- Djibouti
- Espagne
- Hongrie
- Japon
- Maroc
- Nouvelle-Zélande
- Pakistan
- Venezuela

Résolution no 852 Résolution no 854
Dans la résolution 853 du Conseil de sécurité des Nations unies adoptée à l'unanimité le 29 juillet 1993, après avoir réaffirmé la résolution 822 (1993), le Conseil a exprimé sa préoccupation devant la détérioration des relations entre l'Arménie et l'Azerbaïdjan et a condamné la saisie du district d'Agdam et d'autres régions de l'Azerbaïdjan, demandant un retrait complet des zones par les Arméniens.  
La résolution a commencé par exiger un cessez-le-feu immédiat et la cessation des hostilités, en notant en particulier les attaques contre les civils et les bombardements de zones habitées, réclamant un accès sans entrave aux efforts humanitaires internationaux dans la région. Il a également demandé que les liens économiques, énergétiques et de transport soient rétablis dans le cadre de ce processus et exhortant le Secrétaire général Boutros Boutros-Ghali et d'autres organisations internationales à fournir une assistance aux personnes déplacées.
En ce qui concerne les efforts visant à mettre un terme au conflit, le Conseil a salué les travaux du Groupe de Minsk de l'OSCE sous la direction de Jan Eliasson, mais s'est inquiété des effets perturbateurs du conflit sur son travail. À cet égard, il a exhorté les parties à s'abstenir de toute action susceptible d'entraver un règlement pacifique de la question et à négocier au sein du Groupe de Minsk, se félicitant des préparatifs de cette dernière pour une mission de suivi dans la région.
Le Conseil a demandé au gouvernement arménien d'exercer son influence pour que les Arméniens de la région du Haut-Karabakh en Azerbaïdjan se conforment à la Résolution 822, à la résolution actuelle et aux propositions du Groupe de Minsk. Il a également appelé les États à s'abstenir de fournir des armes et des munitions susceptibles d'entraîner une intensification du conflit. 
Enfin, dans la deuxième résolution sur le conflit entre l'Arménie et l'Azerbaïdjan, le Conseil a demandé au Secrétaire général, en consultation avec le président en exercice de la CSCE et le président du Groupe de Minsk, de continuer à mettre à jour le Conseil sur les développements dans la région.